# Centre hospitalier du Rouvray
Pour les articles homonymes, voir Rouvray.
Le Centre hospitalier du Rouvray est un établissement hospitalier spécialisé en psychiatrie situé sur les communes de Sotteville-lès-Rouen et Saint-Étienne-du-Rouvray.

## Historique
Établi à partir de 1822 à Saint-Yon dans le quartier Saint-Clément de Rouen, il est le premier asile d'aliénés en France. En 1845, l'établissement accueille plus de 600 malades. À la demande du médecin-chef Parchappe, le conseil général de la Seine-Inférieure décide en 1849 de l'achat d'un nouveau site de 37 hectares au lieu-dit Les Quatre-Mares à Sotteville-lès-Rouen. Les bâtiments de Quatre-Mares (1850-1854) sont dus à l'architecte Henri Charles Grégoire tandis que ceux de Saint-Yon (1875-1879) sont dus à Louis-François Desmarest. En 1864, l'asile accueille 1541 malades. L'éditeur Eugène Forcade y est interné en 1868. Achille Foville fils (1831-1887) est le médecin-chef de l'établissement de 1872 à 1880.
En 1920, les asiles d'aliénés de Quatre-Mares et de Saint-Yon, respectivement pour hommes et pour femmes, fusionnent sous le nom de « maison de santé départementale », devenue centre hospitalier du Rouvray.
Le syndicaliste Jules Durand y meurt en 1926. Antonin Artaud y est interné six mois en 1937 à son retour d'Irlande.
Pendant la Seconde Guerre mondiale, l'hôpital est bombardé le 28 avril 1943, dans la nuit du 18 au 19 avril 1944 et pendant la semaine rouge.
Lucien Bonnafé y a exercé jusqu'en 1958.

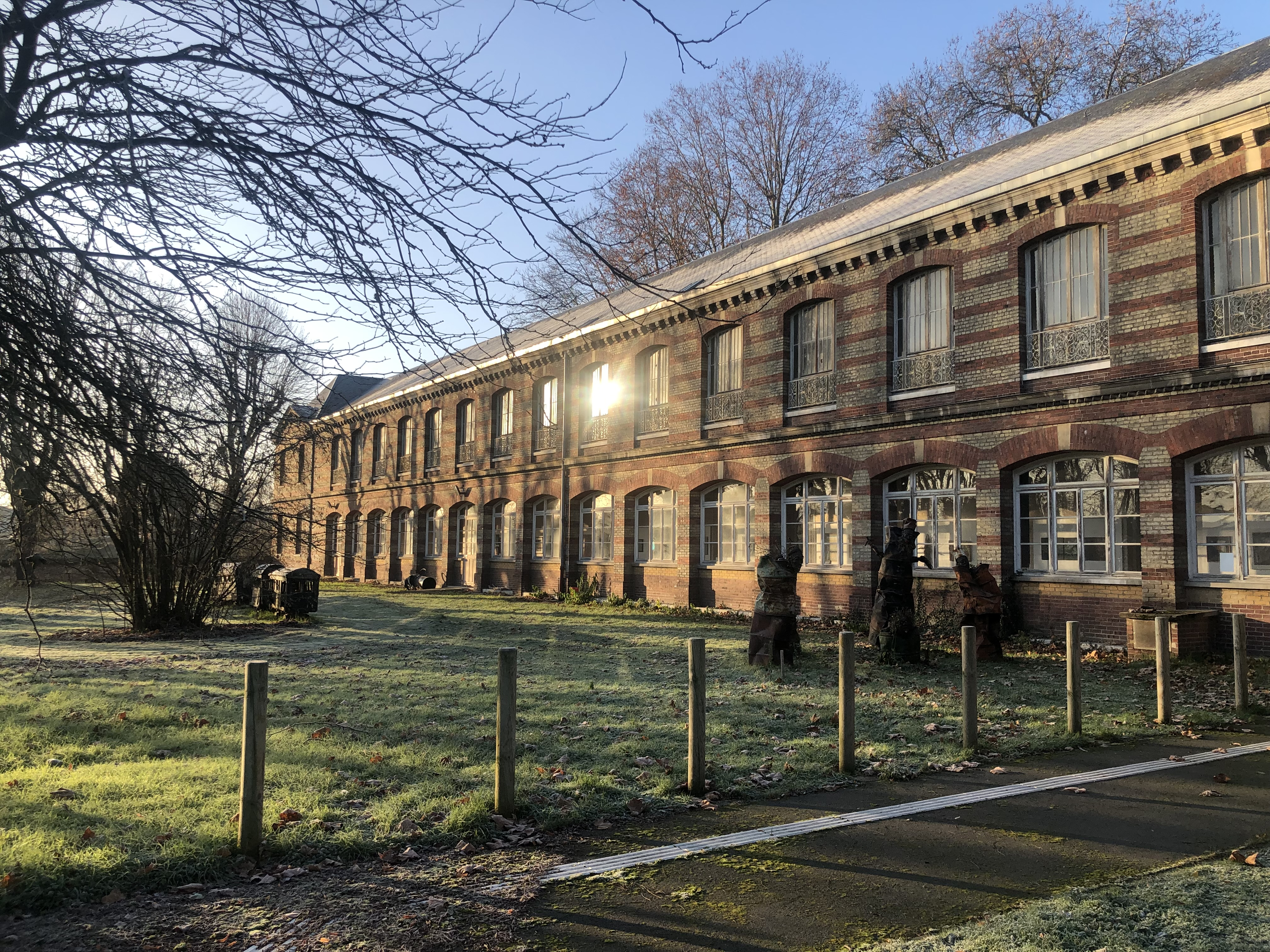
Le site du musée Art et Déchirure.

Le musée Art et Déchirure, implanté au Centre hospitalier du Rouvray, expose une collection d'art singulier rassemblée durant les divers festivals Art et déchirure qui se sont déroulés depuis trente ans.